# Зятчашур
Зятчашу́р — деревня в Большеварыжском сельском поселении Балезинского района Удмуртии. Центр поселения — деревня Большой Варыж.
Население — 107 человек (2007; 56 в 1961).
Через деревню протекает речка Зятчашур — левый приток реки Варыж.
В селе имеются 2 улицы: Дружбы и Садовая.